# .fk
.fk je vrhovna internetska domena (country code top-level domain - ccTLD) za Falklandske Otoke. Domenom upravljaju Razvojna korporacija i Vlada Falklandskih Otoka.

## Vanjske poveznice
- IANA .fk whois informacija  Arhivirana inačica izvorne stranice od 11. lipnja 2006. (Wayback Machine)